# Distretto di Chickmagalur
Il distretto di Chickmagalur è un distretto del Karnataka, in India, di 1 139 104 abitanti. È situato nella divisione di Mysore e il suo capoluogo è Chickmagalur.